# Macrodactyla doreensis
Macrodactyla doreensis är en havsanemonart som först beskrevs av Jean René Constant Quoy och Joseph Paul Gaimard 1833.  Macrodactyla doreensis ingår i släktet Macrodactyla och familjen Actiniidae. Inga underarter finns listade i Catalogue of Life.

## Bildgalleri

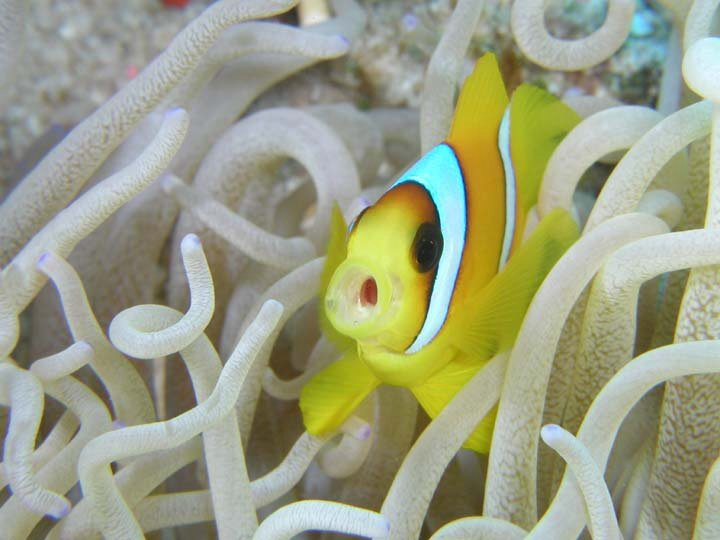